# Atanycolus disputabilis
Atanycolus disputabilis är en stekelart som först beskrevs av Cresson 1865.  Atanycolus disputabilis ingår i släktet Atanycolus och familjen bracksteklar. Inga underarter finns listade.